# مايكل كينغ (كاتب أمريكي)
ميخائيل كينغ (بالإنجليزية: Michael King)‏ هو كاتب أمريكي، ولد في 18 ديسمبر 1962.